# Puig Rovirós
El Puig Rovirós és una muntanya de 499 metres que es troba al municipi de Begues, a la comarca del Baix Llobregat.